# Atentado del 30 de enero de 1993
El atentado del 30 de enero de 1993 en Bogotá, Colombia, fue un acto terrorista atribuido al Cartel de Medellín, la organización delictiva que, entre sus muchas ramas, estaba dedicada al narcotráfico. El crimen, perpetrado con un coche bomba en el centro de la ciudad, dejó 25 personas muertas y 70 heridos.
Fue el tercer atentado en la capital del país ese año, todos ellos atribuidos a los narcotraficantes.
El Presidente de Colombia, César Gaviria, quien se encontraba en Ecuador en el momento de la explosión, atribuyó a Pablo Escobar, jefe del cartel de Medellín, y "lo que queda de su organización asesina" la autoría del atentado.

## Antecedentes
El 15 de enero de 1993, Pablo Escobar, jefe del cartel de Medellín había indicado en una carta al fiscal general de la Nación Gustavo de Greiff, que volvía a la lucha armada: 

Frente a todas las circunstancias, no queda otra alternativa diferente a la de descartar la lucha jurídica y emprender y asumir una lucha armada y organizada. Como consecuencia de todo lo anteriormente dicho, deseo comunicarle a usted de manera oficial y pública mi determinacion de fundar y liderar un grupo rebelde armado que se denominará "Antioquia Rebelde".

 Los actos de violencia de Escobar, desde su fuga de la cárcel "La Catedral" meses antes, se habían concentrado en Medellín y el traslado de la guerra a Bogotá significó que el campo de acción de "Antioquia Rebelde" iba a ser nacional.
Escobar parecía querer forzar al Gobierno a negociar su reintegración a la vida civil según el modelo de pacto establecido con la guerrilla.

## El atentado

### Preparativos

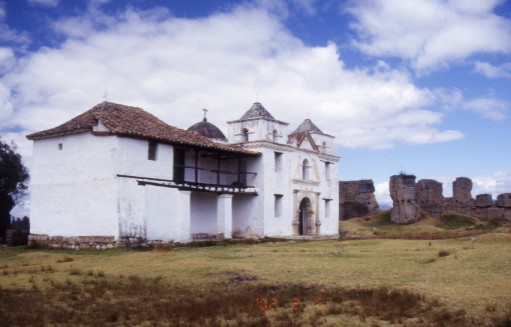
Guasca, municipio en donde se preparó el coche bomba.

Guillermo Gerardo Sosa (alias Memo Bolis), un miembro del Cartel de Medellín capturado semanas después por la Policía Nacional de Colombia, confesó haber contactado con Luis Fernando Acosta (alias Ñangas), quien viajó de Medellín a Bogotá y desde el terminal de transportes se dirigió a sector de "Los Héroes" en el norte de la ciudad. Ahí encontró a su enlace, a quien identificó por su vestimenta, ya que Memo-Bolis no le suministró un alias o un nombre.
La entrevista tenía por objetivo definir el sitio y la hora en que le sería entregado y en el que él debía devolver el automóvil. Así, decidieron que sería sobre la bara (aparentemente el puente Caro), en las afueras de Bogotá.
Ñangas condujo el automóvil hasta una finca en Guasca (Cundinamarca), llamada Los Cerezos y ahí Carlos, un hombre que administraba el predio en compañía de su esposa y dos hijas, le entregó cerca de 100 kilos de dinamita que había sido transportada en un camión que camuflaba el explosivo entre cargas de cartón. Carlos tenía lista la carga explosiva: la dinamita amasada, empacada en bolsas y recubierta por un costal. Lo demás era colocar el estopín detonante con mecha lenta.
Después, Ñangas entregó el vehículo a otro contacto, solo identificable por la ropa, y el mismo día se embarcó hacia Medellín por la vía de Pereira. Acosta repitió la misma operación en otras cuatro oportunidades. Los expertos en explosivos de la Policía confirmaron que los terroristas emplearon 100 kilos de dinamita amoniacal, colocados en la parte de abajo del vehículo y conectados a un sistema inelécrico.

### La explosión

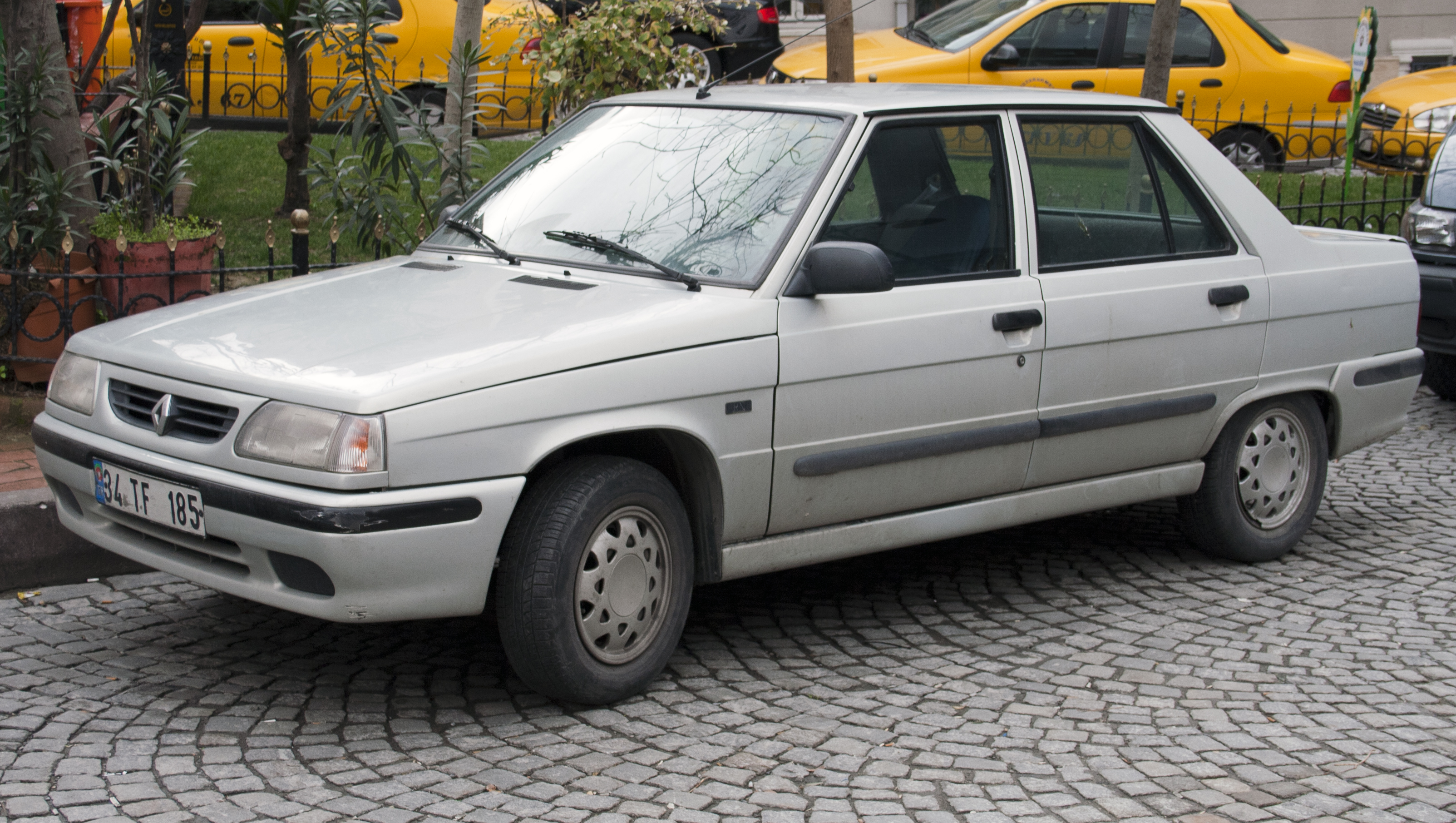
Renault 9, similar al que sirvió para el atentado.

El sábado 30 de enero de 1993 a las 18:24, un automóvil Renault 9 gris de placas AS-5901, cargado con 100 kilos de dinamita, fue ubicado en la carrera novena entre calles 15 y 16 en el Barrio Veracruz de la Localidad de Santa Fe. Allí funciona una academia de belleza y un supermercado. Este lugar se encuentra a nueve manzanas urbanas de la Casa de Nariño, sede Presidencial, a dos del Ministerio de Justicia y a seis del Palacio Liévano, sede de la Alcaldía Mayor de Bogotá.
Uno de los edificios más afectados fue la en ese entonces sede de la Cámara de Comercio de Bogotá, ubicada a 50 metros de donde se produjo la explosión, una sede del Banco Popular donde funcionan sus oficinas judiciales, lo mismo que un supermercado Cafam.
La explosión destruyó algunas tuberías y dejó un cráter de 1.95 metros de ancho por 95 centímetros de profundo.

### Autores materiales

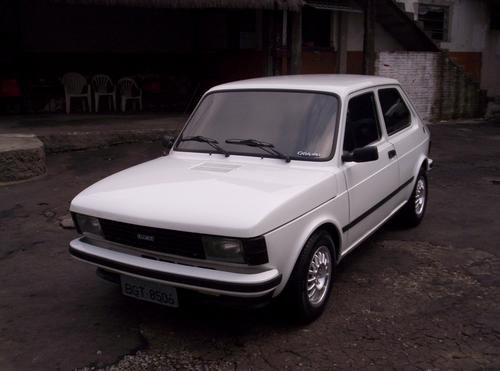
Fiat 147, similar al utilizado en su huida por uno de los sospechosos.

De acuerdo con versiones de un testigo, uno de los autores materiales del atentado fue un hombre de aproximadamente 25 años, 1.70 de estatura, tez blanca, cabello ondulado y bigote. El segundo es un hombre de 30 a 35 años, moreno, cabello crespo de color negro y 1.80 de estatura, quien abordó un Fiat 147 de color blanco en el que huyó antes de la explosión.
Sobre el tercer sospechoso, los investigadores confirmaron que se hallaba en el interior de una cafetería cercana y quien, poco antes de la explosión, dijo a otro hombre: Vámonos, que esta mierda se acabó. En relación con este sospechoso, las autoridades dijeron que se trata de un negro que usaba gafas. Según los testigos, los tres hombres estuvieron merodeando el lugar antes del atentado.
Otra información en poder de la Policía Nacional de Colombia señala que el coche bomba habría sido instalado alias Tribilín, quien haría parte de uno de los dos grupos de terroristas que llegaron a Bogotá desde Medellín el 19 de enero anterior.
Las informaciones de inteligencia indican que los terroristas compraron en Bogotá el vehículo cuyos números del motor y el chasís fueron desintegrados por la explosión.

## Reivindicación
A raíz del atentado, una persona no identificada que dijo estar relacionada con el cartel de Medellín, pidió al fiscal general de la Nación Gustavo de Greiff aceptar las peticiones formuladas por Pablo Escobar en una carta reciente. La persona fijó una semana como plazo para que el fiscal aceptara las condiciones de Escobar, o de lo contrario habría más atentados en Bogotá.
Centró las peticiones en tres, principalmente:

1. Que acepte, antes de terminar esta semana y así lo haga saber, las peticiones de Escobar en su carta. Una de ellas tiene que ver con el traslado a la cárcel donde se encuentran los hermanos Ochoa, de los detenidos en la prisión de máxima seguridad de Itagüí.
2. Que el Fiscal dé a conocer los resultados de una investigación sobre los verdaderos dueños del club de fútbol América de Cali.
3. Que aparezcan en la televisión afiches de búsqueda y recompensa con los rostros de miembros del Cartel de Cali, en las mismas condiciones en que se publican los de los nuestros. Además, adoptar medidas inmediatas contra los miembros de tal cartel.

Sin embargo, el Gobierno de César Gaviria reiteró que daría a Escobar y a sus hombres el tratamiento reservado a los delincuentes comunes y no el que correspondería a un grupo guerrillero.

## Respuesta de las autoridades

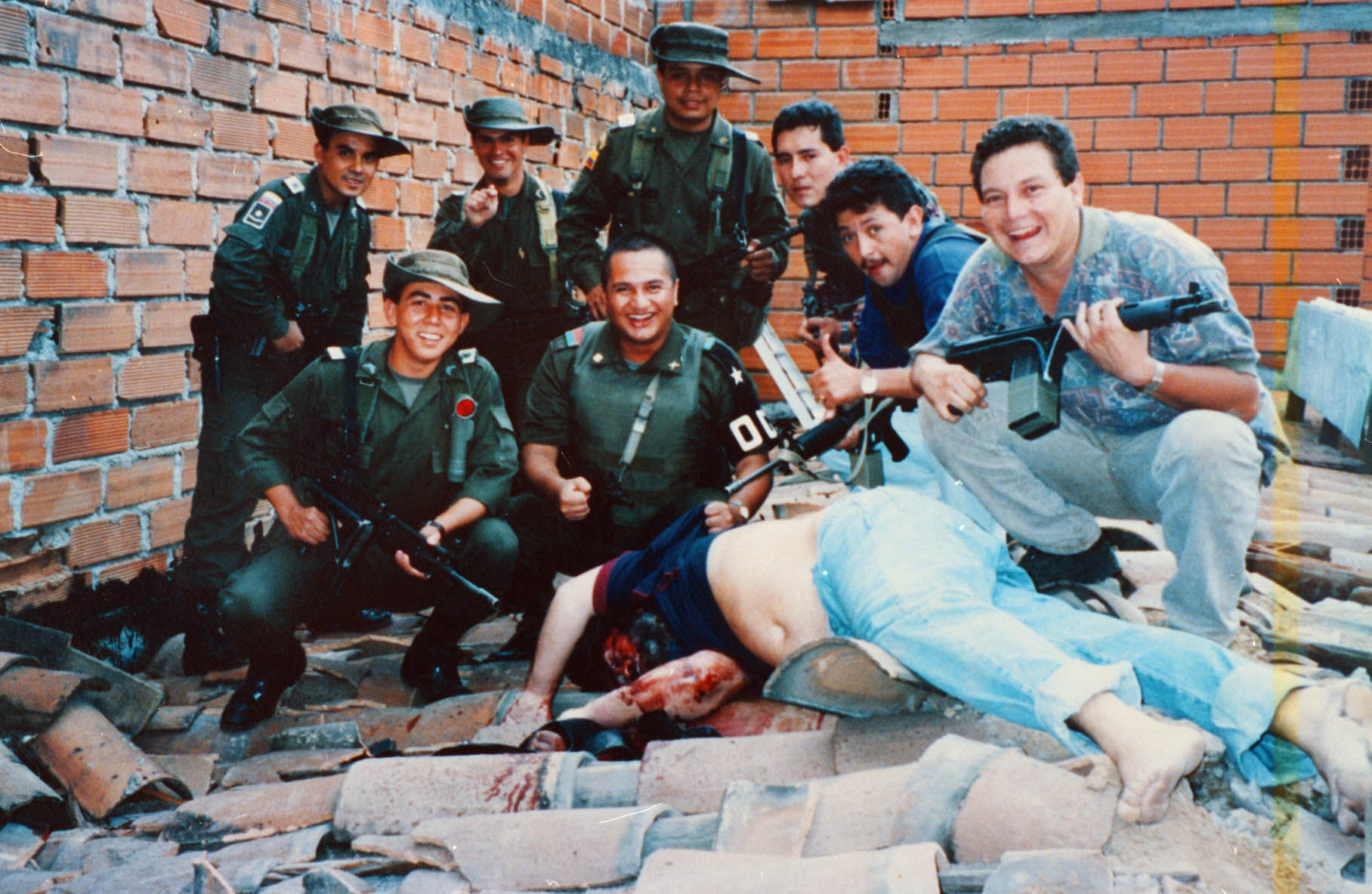
Pablo Escobar fue abatido el 2 de diciembre siguiente en Medellín.

Minutos después de la explosión las autoridades instalaron un Consejo Extraordinario de Seguridad. Bogotá se convirtió en el escenario de una vasta operación de la Policía Nacional de Colombia, la XIII Brigada del Ejército y la Dirección de Policía Judicial e Investigación (Dijin) en hoteles y parqueaderos de la capital. Los allanamientos se iniciaron el sábado, y se montaron retenes móviles en las vías de acceso, así como las principales avenidas. Además, se realizaron allanamientos en establecimientos comerciales para detectar personas y vehículos procedentes de Medellín.
Las operaciones de seguimiento abarcaron los municipios de La Calera, Chía, Cajicá, Sopó, Soacha y Mosquera, poblaciones en las que estarían alojados los terroristas. Todo el pie de fuerza de la Policía entró en acuartelamiento de primer grado, por lo que los permisos y vacaciones de los oficiales fueron suspendidos para garantizar la vigilancia.
El comandante de la Policía, general Oscar Eduardo Peláez Carmona, informó de una reunión que sostuvo con los gerentes de empresas privadas y centros comerciales para vincular a sus empleados en las labores de seguridad y vigilancia. El oficial señaló que dentro de las medidas adoptadas en el consejo de seguridad, al que asistió el ministro de Defensa, Rafael Pardo, se acordó el empleo del personal de las escuelas de formación para extremar las medidas de seguridad en las calles.
El Alcalde Mayor de Bogotá, Jaime Castro Castro, también se hizo presente en el lugar del atentado. Tras una inspección, el mandatario se reunió con el comandante de la Policía para evaluar la situación.

## Víctimas
El área afectada por la explosión es una de las más populosas de Bogotá, con fuerte presencia de vendedores ambulantes. La mayoría de las víctimas eran transeúntes y propietarios de comercios radicados en esta zona de la ciudad. Cerca de 50 establecimientos resultaron afectados.
En el momento del atentado, varios transeúntes estaban dedicados a las compras de libros y útiles escolares. Entre las víctimas mortales se encontraba una pareja y sus dos hijos de siete y cuatro años, un sargento del Ejército, sus dos hijos y su sobrina de siete meses, así como tres vendedoras de un almacén de ropa infantil que funcionaba en el lugar.
Tras la explosión del carrobomba los heridos fueron trasladados a los hospitales San Juan de Dios (Hortúa), Samaritana, Militar Central, La Misericordia, San Blas y San Pedro Claver. De otra parte, el Gobierno dijo que apoyaría las víctimas por medio del Fondo de Solidaridad.

## Reacciones
Carlos Lemos Simmonds: 

El Gobierno tiene que continuar con la lucha que ha iniciado hasta ganar y doblegarlos. El Presidente debe convocar con una gran capacidad de liderazgo, que hasta el momento no ha demostrado, a toda la sociedad, para que se entienda que habrá muchos sacrificios.

Aída Avella (Presidenta de la UP): 

Es necesario hacer grandes esfuerzos para recuperar para el pueblo colombiano el derecho a la vida y a la tranquilidad social.